# Shia LaBeouf
Shia LaBeouf (/ˈʃaɪə ləˈbʌf/ ) est un acteur, humoriste, réalisateur et producteur américain, né le 11 juin 1986 à Los Angeles (Californie).
Shia LaBeouf commence sa carrière d'acteur à l'âge de dix ans. Un temps humoriste de stand-up, il devient surtout populaire auprès du jeune public avec la série télévisée diffusée sur Disney Channel, La Guerre des Stevens, également adaptée en trois téléfilms.
En 1999, il a un rôle dans un épisode de X-Files, intitulé Chance.
En 2005, il interprète le jeune apprenti et assistant de l'occultiste dans Constantine.
Il perce au cinéma en 2007 grâce à la lucrative trilogie de blockbusters Transformers, réalisée par Michael Bay et produite par Steven Spielberg. Ce dernier lui confie aussi des rôles dans Paranoïak (2007), L'Œil du mal et Indiana Jones et le Royaume du crâne de cristal (2008).
Depuis 2011, l'acteur alterne productions commerciales et rôles torturés pour le cinéma indépendant : Charlie Countryman, Nymphomaniac, volume 1 et 2 (2013), Fury (2014), Man Down (2015) et Borg McEnroe (2017).

## Biographie

### Jeunesse et formation
Shia Saide LaBeouf est le fils unique de Jeffrey Craig LaBeouf (« LaBeouf » étant une altération ou une déformation du patronyme français « Le Bœuf ») et de Shayna A. Saide. Son prénom Shia, est hébraïque et signifie « don de Dieu »,. D'origine cadienne par son père pentecôtiste, et juive ashkénaze par sa mère, il se décrit lui-même comme issu de cinq générations d'artistes n'ayant jamais percé. Son père, vétéran de la guerre du Viêt Nam, était un clown professionnel, qui a cumulé les petits métiers (artiste, vendeur de glaces, etc.). Sa mère était une ballerine hippie devenue artiste visuelle et créatrice de bijoux vestimentaires, sa grand-mère paternelle était une poétesse beatnik et son grand-père maternel, avec qui il partage le même prénom, était un humoriste, survivant polonais de la Shoah,.
Il est élevé à Echo Park, un quartier défavorisé de Los Angeles. Peu avant ses 10 ans, son père devient accro à l'héroïne puis ses parents divorcent. Sa mère a beaucoup de mal à s'en sortir financièrement.
Malgré une relation difficile avec ses parents durant son enfance, Shia reste très proche d'eux. Les lois américaines du travail exigeant qu'un parent soit sur le plateau lorsqu'il tournait son émission télévisée, et sa mère devant travailler pour subvenir aux besoins du foyer, son père sorti de cure de désintoxication est engagé par le studio juste pour s'asseoir sur le plateau. Pendant les périodes d'hiver, son père reste souvent avec lui ; pendant les périodes d'été, il vit dans un tipi au Montana sur une terre à 10 000 dollars qu'il s'est lui-même offerte. Shia a acheté une maison pour sa mère à dix minutes de chez lui, à Sunland-Tujunga en Californie. Il commente, « Ils ne travaillent pas. Je m'occupe d'eux ».
À l'âge de dix ans, il rencontre Shawn Toovey, un jeune acteur de la série Docteur Quinn, femme médecin dont il envie le train de vie et décide de devenir acteur pour apporter de l'argent à sa famille. Il commence à se produire pour des spectacles de stand-up à Pasadena, comme une évasion d'un environnement hostile. L'année suivante, il engage un agent, Teresa Dahlquist, en choisissant un numéro dans les pages jaunes,.

### Carrière

#### Débuts télévisuels
En 1999, après quelques apparitions dans des séries télévisées américaines, il est engagé par Disney Channel pour le rôle principal de la série La Guerre des Stevens ou Drôle de frère au Québec (Even Stevens), qu'il tient dans 66 épisodes et un téléfilm (intitulé Drôles de vacances), jusqu'en 2003, et pour lequel il obtient un Daytime Emmy Award. Parallèlement, il joue dans deux Disney Channel Original Movies, Hounded (2001) et Bienvenue chez Trudy (2002).

#### Progression et révélation
En 2003, il est à l'affiche du film La Morsure du lézard, un film tiré du livre de Louis Sachar, une production Disney avec Sigourney Weaver et Jon Voight. Grâce à ce dernier, il comprend que le métier d'acteur ne se résume pas à un salaire.
Puis entre 2003 et 2005, il effectue quelques participations dans des blockbusters hollywoodiens (Charlie's Angels : Les Anges se déchaînent !, I, Robot, Constantine), double le personnage d'Asbel dans le film d'animation Nausicaä de la vallée du vent (distribué par Disney) et cosigne un court métrage de six minutes, Let's Love Hate.
En 2006, il s'aventure dans un registre plus adulte en acceptant de tourner, pour un petit salaire, dans le drame politique choral Bobby, puis dans le drame indépendant Il était une fois dans le Queens, première réalisation de Dito Montiel, et pour lequel il joue un jeune homme qui essaie de se rapprocher d'un père distant.
Steven Spielberg, qui l'avait remarqué dans La Morsure du lézard, le propulse au rang de jeune star. En effet, il tourne coup sur coup deux films des studios Dreamworks, le thriller Paranoïak et le blockbuster Transformers, qui sortent tous deux en 2007. Les deux sont d'énormes succès commerciaux. Le succès-surprise de Paranoïak (numéro 1 au box-office américain), en particulier, en fait dès lors une des valeurs montantes d'Hollywood.

#### Confirmation commerciale

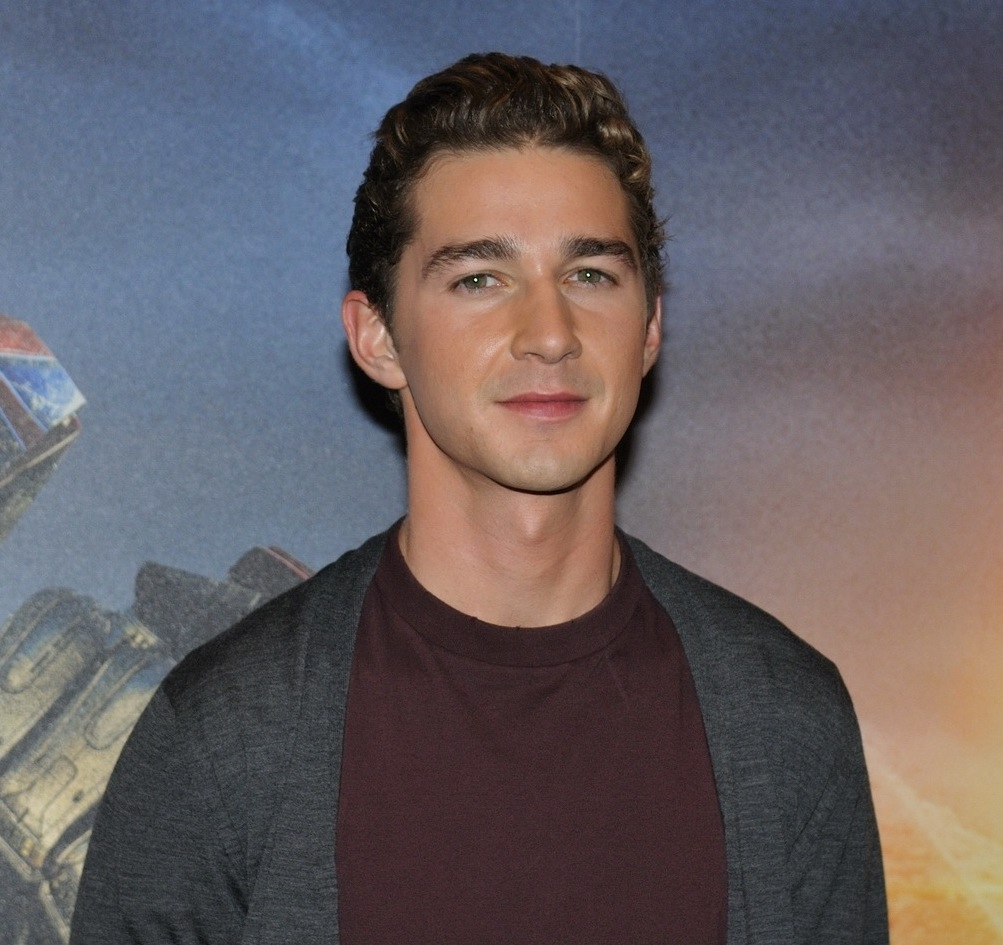
Shia LaBeouf à la conférence de presse parisienne de Transformers 2, en juin 2009.

En 2007, Steven Spielberg lui confie ainsi le rôle convoité de l’héritier d'Harrison Ford dans l'attendu Indiana Jones et le Royaume du crâne de cristal, quatrième opus de la franchise Indiana Jones, sorti en 2008. Le film divise et l'acteur regrette d'y avoir joué, tout comme la trilogie Transformers. Il retrouve aussi le réalisateur de Paranoïak pour un autre thriller, au budget revu à la hausse : L'Œil du mal : un autre succès commercial, mais une déception critique. Le jeune acteur confirme néanmoins sa popularité en présentant un numéro du Saturday Night Live, et en faisant la couverture du magazine Vanity Fair, qui l'érige au rang des jeunes visages à suivre du cinéma hollywoodien (avec Zac Efron, Michael Pitt, etc.) et le définit comme un potentiel nouveau Tom Hanks[réf. souhaitée].
En 2009, il reprend son rôle de Sam Witwicky dans Transformers 2 : La Revanche, puis fait partie des stars du monde entier participant au film à sketch-es New York, I Love You. Il continue dans ce registre plus dramatique, en jouant l'élève d'une autre star hollywoodienne, Michael Douglas, pour une autre suite attendue, dirigée par un grand réalisateur : Wall Street : L'argent ne dort jamais, d'Oliver Stone, sorti en 2010. La même année, il produit l'un des clips du rappeur Cage, I Never Knew You.
La même année, il est considéré comme l'acteur le plus rentable d'Hollywood. Il est alors en train de tourner Transformers 3 : La Face cachée de la Lune, dernier opus de la trilogie amorcée en 2007.

#### Virage dramatique

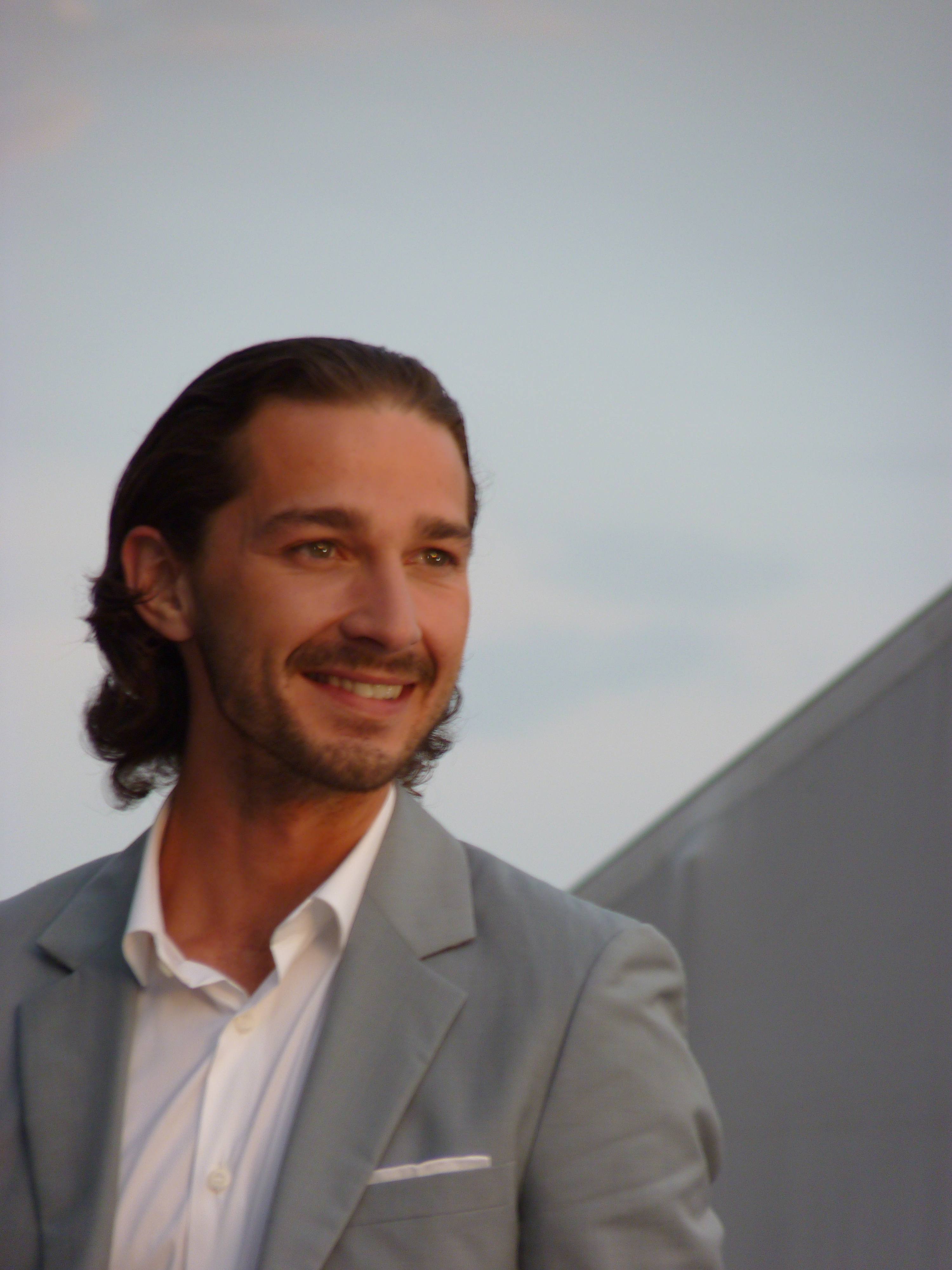
Le comédien au Festival de Cannes en mai 2012, lors de la présentation du film Des hommes sans loi.

L'année 2011 lui permet surtout d'opérer un virage artistique : il s'aventure vers des rôles plus complexes sur grand écran, s'éloignant radicalement de l'image de jeune premier.
Tout d'abord, il se diversifie artistiquement, en réalisant le clip de la chanson Marijuana du rappeur Kid Cudi. Le 31 août 2011, il réalise un court métrage dans le cadre du projet Born Villain avec la mise en ligne d'une vidéo mettant en scène Marilyn Manson et ayant pour bande originale la chanson Overneath The Path of Misery.
En novembre 2011, il réalise le court-métrage en français de dix minutes, Maniac, mettant en vedette son ami Kid Cudi. L'histoire suit deux assassins, accompagnés caméra à l'épaule, dans la nuit noire de Détroit. Shia LaBeouf s'est inspiré du film belge C'est arrivé près de chez vous, sorti en 1992, pour le réaliser,. La même année, il réalise aussi le court métrage, Howard Cantour.com, présenté au Festival de Cannes 2012.
En 2012, il est à l'affiche du thriller historique Des hommes sans loi, aux côtés de Tom Hardy et Jessica Chastain, qui lui permet de renouer avec la critique. Il est également dirigé par Robert Redford dans le film d'espionnage à petit budget, Sous surveillance. La même année, il crée trois courts romans graphiques Stale N Mate, Cyclical et Let’s Fucking Party ainsi qu'une webcomic série. Ils sont achetés par la maison d'édition The Campaign Book. En avril 2012, il les a promus au Chicago Comic & Entertainment Expo (en). En juin de la même année, il apparaît nu dans le clip Fjögur píanó du groupe islandais Sigur Rós.
En 2013, il va encore plus loin dans un cinéma adulte et expérimental en livrant une performance inquiétante dans le diptyque Nymphomaniac, volume 1 et 2, de Lars von Trier ; puis en jouant le rôle-titre du thriller indépendant Charlie Countryman, de Fredrik Bond, aux côtés d'Evan Rachel Wood.
En avril de cette même année, il est en négociations pour rejoindre le casting du film de guerre Fury, film qu'il intègre un mois plus tard. Pour mieux entrer dans la peau de son personnage, un caporal tankiste américain durant la Seconde guerre mondiale, il n'hésite pas à se mutiler, se fait arracher une dent et ne se lave pas pendant le tournage. Ce long-métrage de David Ayer sorti en 2014 est un succès critique et commercial.

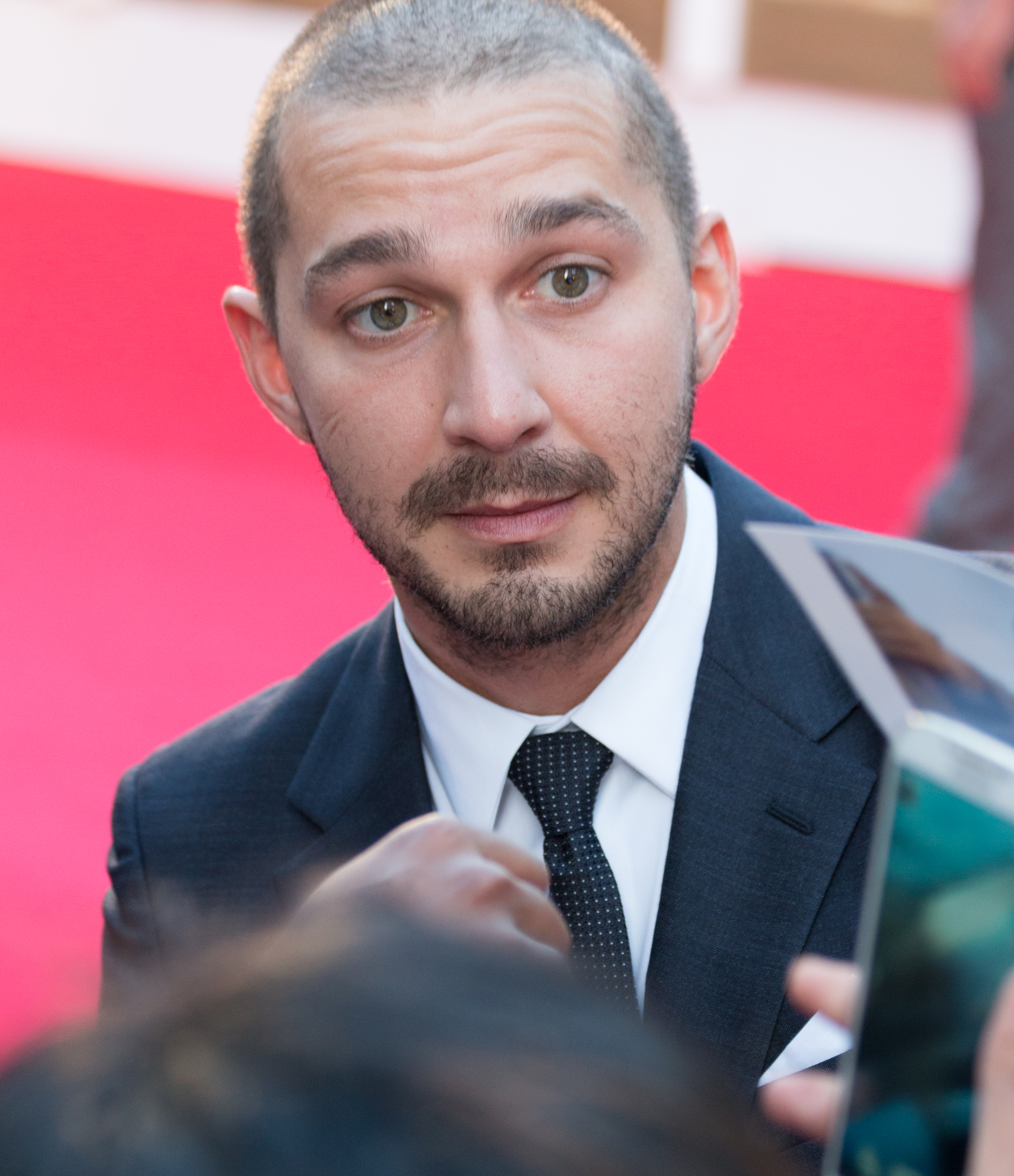
L'acteur à la première de Man Down, au TIFF 2015.

À la fin de cette même année, Shia LaBeouf participe au clip de Sia Elastic Heart qui se retrouve au cœur d'une polémique lors de sa sortie à cause de la chorégraphie avec Maddie Ziegler.
En 2015, il retrouve le réalisateur Dito Montiel pour le rôle principal du film de guerre post-apocalyptique Man Down, qui reçoit des critiques catastrophiques, saluant tout de même la performance de Shia LaBeouf.
En 2016, il est à la distribution du film indépendant acclamé American Honey, d'Andrea Arnold.
En 2017, il prête ses traits à John McEnroe pour le drame sportif Borg McEnroe, une co-production internationale mise en scène par le danois Janus Metz Pedersen. Le long-métrage, à défaut de convaincre commercialement, est salué par la critique. La même année, il tourne un film d'aventures décalées, The Peanut Butter Falcon, aux côtés de Dakota Johnson et Jon Bernthal.
En 2020, il est à l'affiche de Pieces of a Woman, premier long-métrage en anglais du réalisateur hongrois Kornél Mundruczó où il donne la réplique à Vanessa Kirby et Ellen Burstyn. La même année, il devait jouer dans le film Don't Worry, Darling d’Olivia Wilde mais un désaccord entre eux fut à l'origine de sa démission et il fut remplacé par Harry Styles.
En août 2021, soit plusieurs mois après le scandale où il fut accusé de violences physiques sur son ex FKA Twigs, il est de retour au cinéma puisqu'il tournera sous la direction d'Abel Ferrara dans Padre Pio, film biographique sur le prêtre du même nom, aux côtés de Willem Dafoe.
En 2024, il est au casting de Megalopolis nouveau film de Francis Ford Coppola.

#### Art
À partir de 2014, il collabore avec Nastja Säde Rönkkö et Luke Turner[Qui ?] pour faire plusieurs performances artistiques, dont une vidéo se nommant #INTRODUCTIONS (2015) montrant Shia LaBeouf faisant des discours de motivation devant un fond vert. L'un de ses moments le montrant en train de crier do it, just do it (fais-le) a suscité un nombre significatif de mèmes durant l'année 2015 . Le trio crée des performances et notamment He will not divide us, commencée en 2017. En novembre 2015, il s'illustre lors d'une opération montée avec ces mêmes artistes, All my movies : l'acteur est filmé dans une salle de cinéma à New York en train de regarder l'intégralité de sa filmographie, composée alors de 29 films cumulant 72 heures. Les internautes peuvent, eux aussi s'ils le souhaitent, le regarder en train de regarder ses propres films et scruter ses réactions,.

### Vie privée

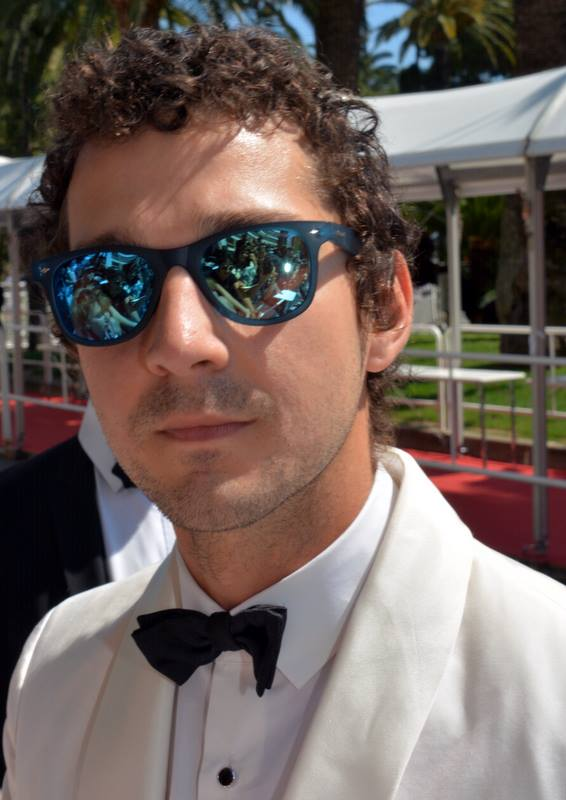
L'acteur au Festival de Cannes 2016, pour la présentation de American Honey.

Shia Labeouf possède trois tatouages : « 1986-2004 » (à l'intérieur du poignet), « une patte de chien » (sur l'épaule gauche, qu'il s'est fait tatouer après la mort de son chien) et « une main avec des chaînes » (sur le côté gauche du torse). Il a déclaré s'être fait tatouer le poignet comme un acte de précaution pour ne pas oublier son enfance,,.
De 2004 à 2007, il a eu une relation avec China Brezner, rencontrée lors du tournage du film The Greatest Game Ever Played.
En juillet 2008, Shia LaBeouf est impliqué dans un carambolage. Il est arrêté pour conduite en état d'ivresse et son permis de conduire est suspendu pendant une année pour avoir refusé de se soumettre à l'alcootest. En conséquence de ses nombreuses blessures, il subit plusieurs opérations de la main gauche, entraînant des séquelles qui ne lui permettent pas de retrouver l'usage complet de sa main,.
D'août 2009 à octobre 2010, il a été en couple avec l'actrice Carey Mulligan, rencontrée sur le tournage du film Wall Street : L'argent ne dort jamais,. Il a ensuite fréquenté durant deux ans une styliste, Karolyn Pho.
En août 2011, il a déclaré au magazine Details avoir eu une liaison avec Isabel Lucas, alors qu'elle était encore avec Adrian Grenier et avec Megan Fox pendant le tournage de Transformers. Cette dernière, alors mariée avec Brian Austin Green, confirmera en 2018 lorsque la question lui fut posée lors d'une interview pour "Watch What Happens Live with Andy Cohen".
En novembre 2012, il commence à fréquenter l'actrice Mia Goth qu'il a rencontrée sur le tournage du film Nymphomaniac,. Ils se marient le 10 octobre 2016 à Las Vegas dans le Nevada,,. En septembre 2018, Shia LaBeouf et Mia Goth demandent le divorce.
En 2018, il fréquente la chanteuse FKA Twigs jusqu'à novembre 2019.
En novembre 2020, il est en couple avec l'actrice et mannequin Margaret Qualley avant de rompre un mois plus tard à la suite des accusations de violence de FKA Twigs.
En 2021, il est à nouveau en couple avec Mia Goth. Vers novembre 2021, ils annoncent attendre leur premier enfant. Leur fille, Isabel, naît en 2022.

#### Conversion
L’acteur, né juif, ayant fait sa bar-mitsva à 13 ans et contribué au livre de Judea Pearl intitulé I am Jewish, en 2004, affirme avoir « trouvé Dieu » alors qu’il jouait le rôle d’un chrétien pieux dans le film de guerre Fury, en 2014, et guidé par David Ayer et Brad Pitt, se convertit au christianisme la même année,,.
Il choisit plus précisément le catholicisme lors des préparations dans un monastère pour le tournage d'un film consacré à saint Padre Pio (sorti en 2022),. Il explique que c'est la forme tridentine de la messe qui l'a attiré vers le catholicisme. Il reçoit le sacrement de Confirmation en janvier 2024.

#### Troubles juridiques et controverse
Lorsqu'il n'avait que dix-neuf ans et logeait à Studio City, Shia s'est rendu, avec un ami et armé d'un couteau, à l'appartement d'un voisin qui avait insulté sa mère et un peu éraflé sa voiture ; l'histoire s'est soldée par l'agression du voisin à six contre un.
En février 2014, il affirme avoir été violé par une femme le jour de la Saint-Valentin alors qu'il participait à un projet artistique dans une galerie d'art de Los Angeles.
Le 26 juin 2014, il est arrêté pour conduite désordonnée et intrusion criminelle au Studio 54, théâtre de New York. Il aurait « agi de manière désordonnée, poussé des cris et en étant très bruyant ». Après qu'il lui a été demandé de quitter l'établissement et qu'il a refusé, la police est intervenue. Dans le rapport d'arrestation, il est déclaré que Shia LaBeouf a craché et a été insultant envers les agents qui l'ont arrêté,.
Il est détenu au poste de police de Midtown North pour comparaître ensuite devant le tribunal,,. Après l'incident, l'acteur commence volontairement un traitement ambulatoire pour alcoolisme, en s'inscrivant dans un programme en 12 étapes (en) afin de combattre son addiction,.
Le 8 juillet 2017, Shia LaBeouf est plusieurs fois arrêté par la police en état d'ébriété sur la voie publique.
À partir de 2018, il est en couple avec l'artiste anglaise FKA Twigs jusqu'en mai 2019. Elle dépose plainte contre lui le 11 décembre 2020 pour des faits d'agression sexuelle. Il déclare ensuite qu'il a été « abusif » envers lui-même et ceux qui l'entouraient « pendant des années » et qu'il a « honte » et est « désolé pour ceux [qu'il] a blessés ». À la suite du procès, Netflix le retire de sa campagne de récompenses pour Pieces of a Woman.

#### Accusé de plagiats
Depuis décembre 2013, l'auteur Daniel Clowes accuse Shia LaBeouf d'avoir pillé son travail dans le court métrage Howard Cantour.com. Shia LaBeouf fait régulièrement l'objet d'accusations : il aurait aussi plagié Benoît Duteurtre, entre autres,.

#### Politique
Après l'élection de Donald Trump à la présidence des États-Unis fin 2016, Shia LaBeouf entreprit plusieurs actions militantes afin de protester contre la politique du nouveau président, notamment avec le projet He will not divide us. La performance reposait à l'origine sur une caméra filmant une rue, en Livestream avec le slogan « He will not divide us » au sein de l'État de New York. À la suite de plusieurs incidents, la caméra a été déplacée, puis l'évènement a été remplacé ailleurs par un drapeau dans un endroit tenu secret et le Livestream reprit. Cette action politique a déplu à une partie de la population des États-Unis et tout particulièrement aux utilisateurs du forum /pol/ du forum 4chan. Ces derniers ont souhaité interrompre la performance et ont entrepris de localiser l'emplacement de la caméra et du drapeau. Les seules informations exploitables de la caméra (qui ne montrait que le drapeau et le ciel) étaient la forme des nuages et les traînées de condensation laissées par les avions qui passaient, parfois, dans le champ de la caméra.
Après les nombreuses difficultés rencontrées pour son projet, Shia LaBeouf et son collectif ont lancé un nouveau projet #AloneTogether, toujours en protestation à l'élection du nouveau président des États-Unis Donald Trump. La performance consistait en une retransmission vidéo en direct de son visage et de deux autres artistes au musée Kiasma d'Helsinki, alors qu'ils s'étaient tous trois volontairement isolés dans un chalet à la localisation tenue secrète, dans le but d'éviter toute nouvelle interruption. À l'aide d'Internet, les utilisateurs de 4chan ont, une nouvelle fois, identifié la localisation des acteurs en moins de 24 heures,.

## Filmographie

### Cinéma

#### Longs métrages
- 1998 : The Christmas Path de Bernard Salzmann : Cal
- 1998 : Monkey Business de Paulette Victor-Lifton : Wyatt
- 2003 : La Morsure du lézard (Holes) d'Andrew Davis : Stanley Yelnats IV / l'Homme des Cavernes
- 2003 : Dumb and Dumberer (Dumb and Dumberer: When Harry Met Lloyd) de Troy Miller : Lewis
- 2003 : Charlie's Angels : Les Anges se déchaînent ! (Charlie's Angels: Full Throttle) de McG : Max
- 2003 :The Battle of Shaker Heights (en) d'Efram Potelle (en) et Kyle Rankin : Kelly Ernswiler
- 2004 : I, Robot d'Alex Proyas : Farber
- 2005 : Constantine de Francis Lawrence : Chas Kramer
- 2005 : Un parcours de légende (The Greatest Game Ever Played) de Bill Paxton : Francis Ouimet
- 2006 : Il était une fois dans le Queens (A Guide to Recognizing Your Saints) de Dito Montiel : Dito Montiel jeune
- 2006 : Bobby d'Emilio Estevez : Cooper
- 2007 : Paranoïak (Disturbia) de D. J. Caruso : Kale Brecht
- 2007 : Transformers de Michael Bay : Sam Witwicky
- 2008 : Indiana Jones et le Royaume du crâne de cristal (Indiana Jones and the Kingdom of the Crystal Skull) de Steven Spielberg : Mutt Williams (Henry Jones Junior III)
- 2008 : L'Œil du mal (Eagle Eye) de D. J. Caruso : Jerry Shaw / Ethan Shaw
- 2009 : Transformers 2 : La Revanche (Transformers: Revenge of the Fallen) de Michael Bay : Sam Witwicky
- 2009 : New York, I Love You de 11 réalisateurs : Jacob, le jeune employé du grand hôtel (segment de Shekhar Kapur)
- 2010 : Wall Street : L'argent ne dort jamais (Wall Street: Money Never Sleeps) d'Oliver Stone : Jacob « Jake » Moore
- 2011 : Transformers 3 : La Face cachée de la Lune (Transformers: Dark of the Moon) de Michael Bay : Sam Witwicky
- 2012 : Des hommes sans loi (Lawless) de John Hillcoat : Jack Bondurant
- 2012 : Sous surveillance (The Company You Keep) de Robert Redford : Ben Shepard
- 2013 : Charlie Countryman (The Necessary Death of Charlie Countryman) de Fredrik Bond : Charlie Countryman
- 2013 : Nymphomaniac, volume 1 et 2 de Lars von Trier : Jerôme Morris
- 2014 : Fury de David Ayer : le caporal technicien Boyd « Bible » Swan
- 2015 : Man Down de Dito Montiel : Gabriel Drummer
- 2016 : American Honey d'Andrea Arnold : Jake
- 2017 : Borg McEnroe de Janus Metz Pedersen : John McEnroe
- 2019 : Le Cri du faucon (The Peanut Butter Falcon) de Tyler Nilson et Mike Schwartz : Tyler
- 2019 : Honey Boy d'Alma Har'el : James Lort
- 2020 : The Tax Collector de David Ayer : Creeper
- 2020 : Pieces of a Woman de Kornél Mundruczó : Sean
- 2022 : Padre Pio d'Abel Ferrara : Padre Pio
- 2024 : Megalopolis de Francis Ford Coppola : Clodio Pulcher
- 2025 : Salvable de Björn Franklin et Johnny Marchetta : Vince
- 2025 : Henry Johnson de David Mamet : Gene
- 2026 : Angel of Death de Jerzy Skolimowski

#### Courts métrages
- 2011 : Maniac (en) : le réalisateur
- 2011 : Born Villain (en) (réalisé, coécrit avec Marilyn Manson)
- 2012 : Howard Cantour.com (en)
- 2016 : Everyday Performance Artists de Polly Stenham : le narrateur

#### Films d'animation
- 2005 : Nausicaä de la vallée du vent (Kaze no tani no Naushika) de Hayao Miyazaki : Asbel (voix anglaise)
- 2007 : Les Rois de la glisse (Surf's Up) d'Ash Brannon et Chris Buck : Cody Maverick (voix originale)

### Télévision

#### Téléfilms
- 1998 : Einstein, le chien savant (Breakfast with Einstein) de Craig Shapiro : Joey
- 2001 : Un chien envahissant (Hounded) de Neal Israel : Ronny Van Dusen
- 2002 : Bienvenue chez Trudy (Tru Confessions) de Paul Hoen : Eddie Walker
- 2003 : Drôles de vacances (The Even Stevens Movie) de Sean McNamara : Louis Stevens

#### Séries télévisées
- 1998 : Caroline in the City : Ethan (saison 4, épisode 10)
- 1999 : Jesse : Moe (saison 1, épisode 20)
- 1999 : Susan! (Suddenly Susan) : Ritchie (saison 3, épisode 23)
- 1999 : Les Anges du bonheur (Touched by an Angel) : Johnny (saison 6, épisode 6)
- 1999 : X-Files : Aux frontières du réel (The X-Files) : Richie Lupone (saison 7, épisode 6 : Chance)
- 2000-2003 : La Guerre des Stevens (Even Stevens) : Louis Stevens
- 2000 : Freaks and Geeks : Herbert (saison 1, épisode 9)
- 2000 : Urgences (ER) : Darnel Smith (saison 6, épisode 12 : La Même Chanson)
- 2001 : Aux portes du cauchemar (The Nightmare Room) : Dylan Pierce (saison 1, épisode 2)
- 2002 : Cool Attitude (The Proud Family) : Johnny McBride (série d'animation, voix originale - saison 1, épisode 16)
- 2007 : Saturday Night Live : Tobey Maguire / Cole Sprouse / lui-même et divers (saison 32, épisode 17)

### Jeux vidéo
- 2007 : Surf's Up : Cody Maverick (voix originale)
- 2007 : Transformers, le jeu (Transformers: The Game) : Sam Witwicky (voix originale)
- 2009 : Transformers : La Revanche (Transformers: Revenge of the Fallen) : Sam Witwicky (voix originale)

### Clips
- 2009 : New Divide, clip du groupe Linkin Park (coproducteur)
- 2011 : Marijuana, clip du rappeur Kid Cudi (réalisateur)
- 2012 : Fjögur píanó, clip du groupe Sigur Rós
- 2014 : Shia LaBeouf Live, clip de Rob Cantor
- 2015 : Elastic Heart, clip de Sia Furler

## Distinctions

### Récompenses
- 2003 : Daytime Emmy Awards du meilleur interprète dans une série télévisée pour enfants pour La Guerre des Stevens
- 2005 : Festival international du film de Newport du meilleur court métrage pour Let's Love Hate partagé avec Lorenzo Eduardo.
- 2006 : Festival international du film de Gijon du meilleur acteur pour Il était une fois dans le Queens partagé avec Channing Tatum, Martin Compston, Adam Scarimbolo et Peter Anthony Tambakis.
- 2006 : Festival du film de Hollywood de la meilleure distribution de l'année pour Bobby partagé avec Harry Belafonte, Joy Bryant, Nick Cannon, Emilio Estevez, Laurence Fishburne, Brian Geraghty, Heather Graham, Anthony Hopkins, Helen Hunt, Joshua Jackson, David Krumholtz, Ashton Kutcher, William H. Macy, Lindsay Lohan, Svetlana Metkina, Demi Moore, Freddy Rodríguez, Martin Sheen, Christian Slater, Jacob Vargas, Sharon Stone, Elijah Wood et Mary Elizabeth Winstead.
- Festival du film de Sundance 2006 : Prix Spécial du Jury de la meilleure distribution pour Il était une fois dans le Queens partagé avec Channing Tatum, Robert Downey Jr., Rosario Dawson, Chazz Palminteri et Dianne Wiest.
- 2007 : Scream Awards du meilleur acteur pour Paranoïak et pour Transformers
- 2007 : ShoWest Convention de la star masculine de demain.
- Teen Choice Awards 2007 : 
  - Meilleur acteur pour Paranoïak
  - Meilleure révélation masculine pour Il était une fois dans le Queens, pour Paranoïak et pour Transformers
- British Academy Film Awards 2008 : Meilleur espoir.
- Teen Choice Awards 2008 : Meilleur acteur pour Indiana Jones et le royaume du crâne de cristal
- Teen Choice Awards 2009 : Meilleure star masculine pour Transformers 2 : La Revanche
- 2018 : American Documentary Film Festival and Film Fund du meilleur documentaire pour #TAKEMEANYWHERE partagé avec Luke Turner et Nastja Säde Rönkkö.
- 2018 : Hollywood Reel Independent Film Festival du meilleur documentaire pour #TAKEMEANYWHERE partagé avec Luke Turner et Nastja Säde Rönkkö.
- 2018 : Marietta International Film Festival du meilleur réalisateur pour #TAKEMEANYWHERE partagé avec Luke Turner et Nastja Säde Rönkkö.
- 2019 : Festival du film de Hollywood du meilleur scénariste de l'année pour Honey Boy
- 2019 : Online Association of Female Film Critics du meilleur acteur dans un second rôle pour Honey Boy

### Nominations
- 2000 : YoungStar Awards du meilleur acteur dans une série télévisée pour enfants pour La Guerre des Stevens
- 2001 : Young Artist Awards du meilleur acteur dans une série télévisée pour enfants pour La Guerre des Stevens
- 2002 : Young Artist Awards du meilleur acteur dans une série télévisée pour enfants pour La Guerre des Stevens
- 2003 : Young Artist Awards du meilleur acteur dans une série télévisée pour enfants pour La Guerre des Stevens
- 2004 : MTV Movie Awards du meilleur espoir masculin pour La Morsure du lézard
- 2004 : Phoenix Film Critics Society Awards de la meilleure interprétation pour un jeune dans un second rôle pour La Morsure du lézard
- Critics' Choice Movie Awards 2007 : Meilleure distribution pour Bobby partagé avec Demi Moore, Sharon Stone, Joy Bryant, Nick Cannon, Anthony Hopkins, Lindsay Lohan, Ashton Kutcher, Elijah Wood, Helen Hunt, Freddy Rodríguez, William H. Macy, Martin Sheen, Christian Slater, Laurence Fishburne, Heather Graham, Jacob Vargas, Mary Elizabeth Winstead et Svetlana Metkina
- 2007 : Kids' Choice Awards de l'acteur préféré pour Paranoïak et Transformers
- 2007 : National Movie Awards de la meilleure interprétation masculine pour Transformers
- Screen Actors Guild Awards 2007 : Meilleure distribution pour Bobby partagé avec Harry Belafonte, Joy Bryant,Nick Cannon, Emilio Estevez, Laurence Fishburne, Brian Geraghty, Heather Graham, Anthony Hopkins, Helen Hunt, Joshua Jackson, David Krumholtz, Ashton Kutcher, William H. Macy, Lindsay Lohan, Svetlana Metkina, Demi Moore, Freddy Rodríguez, Martin Sheen, Christian Slater, Jacob Vargas, Sharon Stone, Elijah Wood et Mary Elizabeth Winstead
- Teen Choice Awards 2007 : 
  - Meilleur baiser pour Transformers partagé avec Megan Fox.
  - Meilleure alchimie pour Transformers partagé avec Bumblebee.
  - Meilleur acteur de film d'action pour Transformers
- MTV Movie Awards 2008 :
  - Meilleure interprétation masculine pour Transformers
  - Meilleur baiser pour Paranoïak partagé avec Sarah Roemer.
- Empire Awards 2008 : Meilleur espoir pour Transformers
- Teen Choice Awards 2008 : Icône fashion masculine sur le tapis rouge.
- 2009 : MTV Movie Awards de la eilleure interprétation masculine pour L'Œil du mal
- 2009 : People's Choice Awards du meilleur duo à l'écran pour Indiana Jones et le Royaume du crâne de cristal partagé avec Harrison Ford.
- Saturn Awards 2009 : Meilleur acteur dans un second rôle pour Indiana Jones et le Royaume du crâne de cristal partagé avec Harrison Ford.
- Teen Choice Awards 2009 : Meilleur acteur de film d'action pour L'Œil du mal
- People's Choice Awards 2010 :
  - Meilleur duo à l'écran pour Transformers 2 : La Revanche partagé avec Megan Fox.
  - Star masculine favorite de film d'action pour Transformers 2 : La Revanche partagé avec Megan Fox.
- Razzie Awards 2010 : Pire couple à l'écran dans un film d'action pour Transformers 2 : La Revanche partagé avec Megan Fox.
- Teen Choice Awards 2011 :
  - Meilleur acteur pour Transformers 3 : La Face cachée de la Lune
  - Meilleur acteur pour Wall Street : L'argent ne dort jamais
- Razzie Awards 2012 : Pire couple à l'écran partagé avec Rosie Huntington-Whiteley pour Transformers 3 : La Face cachée de la Lune
- People's Choice Awards 2012 : Star masculine favorite dans un film d'action pour Transformers 3 : La Face cachée de la Lune

## Voix francophones
En France, Jim Redler est la voix française régulière de Shia LaBeouf,,. Donald Reignoux et Alexis Tomassian l'ont également doublé respectivement à quatre reprises chacun.
Au Québec, Hugolin Chevrette-Landesque est la voix québécoise régulière de l'acteur.